# Воблер

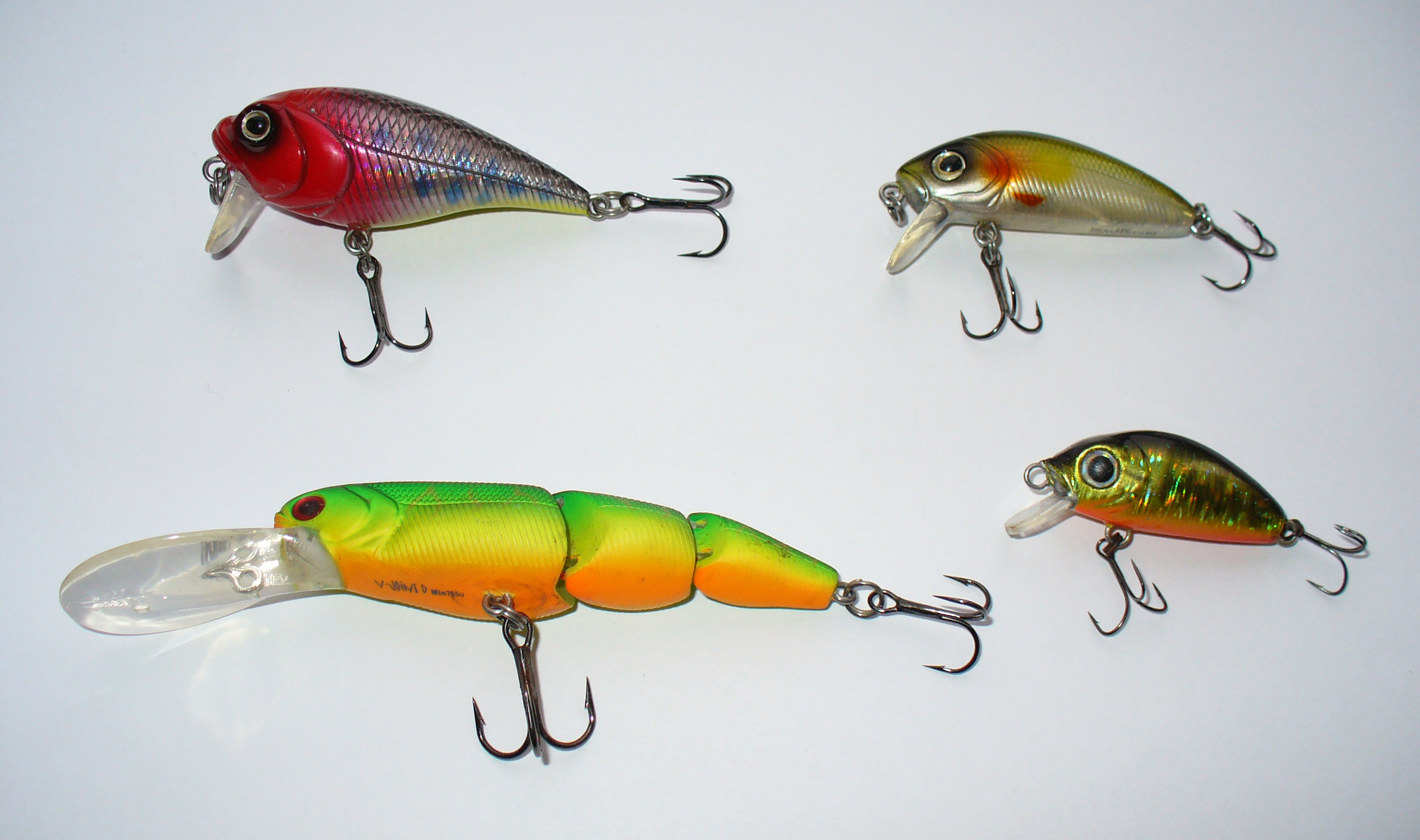
Воблеры

Воблер (англ. wobbler) — твердотелая объёмная приманка для ловли рыбы троллингом, «дорожкой» или спиннингом.
В переводе с английского wobbler — тот, кто шатается, вихляется. При использовании воблер имитирует своей игрой раненую или убегающую рыбку, чем привлекает хищника.
В английском языке также используются термины «crankbait», «minnow» и «hard bait».

## История
Создание прообраза современного воблера приписывается американскому пчеловоду Джеймсу Хеддону (James Heddon). В один из дней в 1894 году Хеддон, отдыхая возле плотины старой мельницы, строгал древесину. Собравшись домой, он выбросил отходы в водоём и заметил, как большеротые американские окуни (бассы) набросились на колеблющиеся на поверхности воды стружки. Заинтригованный этим, Хеддон начал экспериментировать с деревянными приманками. 1 апреля 1902 года им был получен патент № 693,433 на новую рыболовную приманку — «Dowagiac» (произносится: «Doe-Wah-Ge-Ack»). В переводе с языка потаватоми «Doe-Wah-Ge-Ack» означает «много рыбы». Созданный в 1920 году воблер «Heddon Lucky 13» имел колоссальный коммерческий успех на американском рынке. В 1932 году компанией «Хеддон и сыновья» был изготовлен первый в мире пластмассовый воблер, названный из-за прозрачного корпуса «spook» — призрак. В начале 20-го века коммерческим производством воблеров занималось уже значительное число фирм.

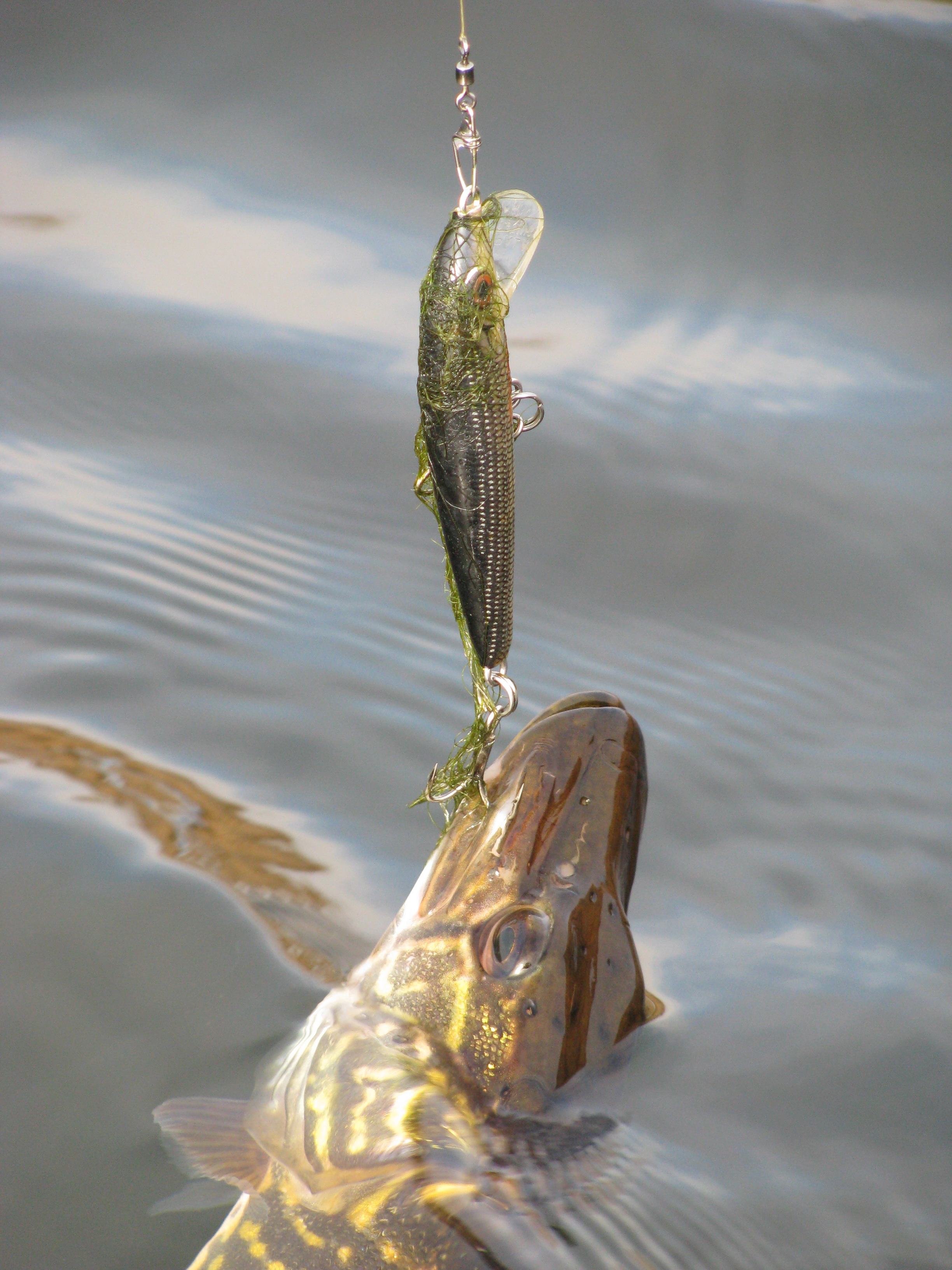
Щука и Rapala Original Floater

В 1936 году свой первый воблер из сосновой коры вырезал финский рыбак Лаури Рапала. Первые воблеры Лаури Рапала стали прообразами до сих пор популярной модели «Original Floater». Историческая заслуга Лаури Рапала заключается в том, что он первым догадался приделать к воблеру лопасть, которая заставляет приманку колебаться и уходить на заданную глубину. Всемирно известными воблеры фирмы «Rapala» стали после хельсинкской Олимпиады 1952 года. На сегодняшний день фирма «Rapala» является одним из крупных производителей воблеров в мире.

## Классификация
Ввиду огромного количества объёмных приманок (воблеров), созданных на протяжении последних 100 лет, классификация их представляется затруднительной. В общем виде воблеры могут быть классифицированы по физическим свойствам (плавучести), по внешнему виду (пропорциям тела), размеру, весу, окраске и характеру игры.
- По степени плавучести различают следующие типы воблеров.
  - плавающие (Floating);
  - слабо-плавающие (Slow Floating);
  - обладающие нейтральной плавучестью — суспендеры (Suspending);
  - медленно-тонущие (Slow Sinking);
  - тонущие (Sinking);
  - быстро-тонущие (Fast Sinking).

Существует множество разновидностей воблеров по форме. В качестве основных можно выделить:
- поппер (поверхностный воблер без лопасти с большим «ртом» — выемкой у крепления, для рывковой проводки)
- уокер (поверхностный воблер без лопасти, проводимый в стиле «выгуливание собаки» («ёлочкой»). Некоторые модели могут быть оснащены выемкой наподобие попперной, в таком случае такая приманка называется «чаггер»)
- глиссер (поверхностная приманка с раздвоенной лопастью, предназначенная для ловли на заросших водной растительностью акваториях (жабовниках))
- джеркбейт (безлопастный воблер для рывковой проводки на небольших глубинах)
- свимбейт (составной безлопастной воблер для равномерной и рывковой проводки, состоящий из двух и более отдельных частей)
- минноу (воблер прогонистой формы, похож на узкотелого малька)
- шэд (в основном для быстрого течения, с очень длинной лопастью)
- крэнк (воблер с широким сплюснутым с боков телом, переходная форма между шэдом и фэтом, напоминает карасика)
- фэт (каплеобразная форма)
- раттлин (безлопастный очень плоский с боков воблер, чаще с погремушкой внутри, и с кольцом крепления ближе к затылку. Обладает очень активной игрой.)

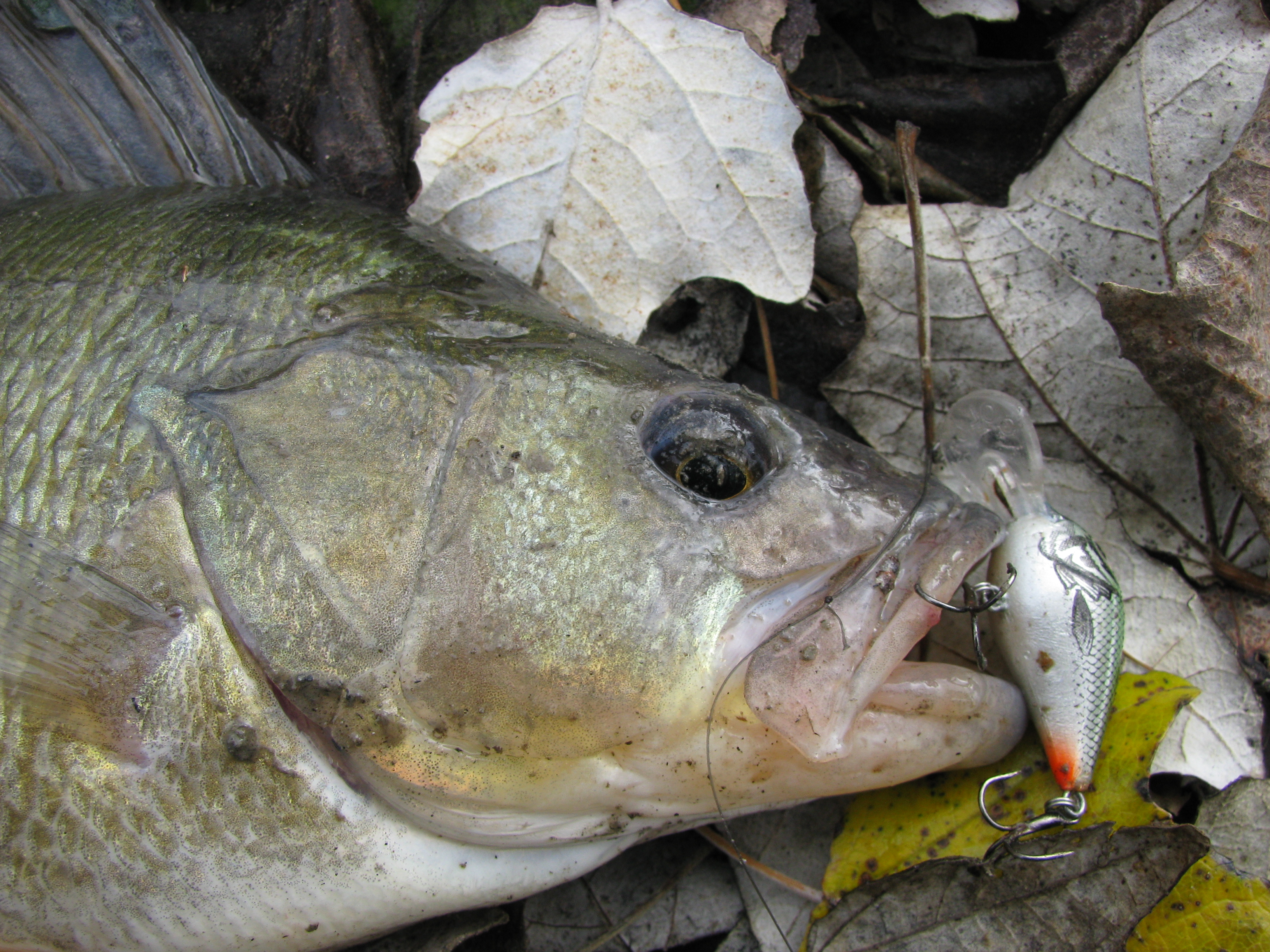
Окунь, пойманный на воблер "фэт"

Сейчас наметилась негласная классификация воблеров классической формы («палочка с лопаткой») по игре:
- минноу — классический воблер в форме «палочки» со слабой игрой
- кренк — воблер с активной игрой (как глубинный, так и мелководный, форма — фэт, шэд — не критична, главное наличие сильно выраженной игры)

## Конструкция
Типичный воблер своей формой имитирует объекты охоты хищных рыб: рыбку, земноводное или насекомое. Состоит из:
- корпуса (тела),
- лопасти для заглубления и более интенсивных колебаний («игры»),
- одного, двух, трёх, очень редко четырёх крючков (крючки в основном используются трехподдевные, но для меньшей зацепистости за растительность могут применяться «двойники» или одинарные крючки),
- петли (ушка) для прикрепления лески,
- огрузки воблера.

### Корпус
Изготавливается из массива древесины (в основном для этих целей применяется бальса, сосна, орешник, дуб) или различных пластиков. В случае использования таких пластмасс как ABC, полистирол или поликарбонат корпус может быть полый внутри, а при использовании вспененных пластиков (например, пенополистирол) корпус может быть цельнолитым. Окраска воблера может как имитировать реально существующие объекты добычи хищников, так и быть фантазийной.
Качественные воблеры часто имеют на поверхности голографическое покрытие, повышающее отражательные свойства воблера. Существуют модели прозрачных, слабоокрашенных воблеров, заполненных маслом с плавающими в нём блестками (имитирующими опадение чешуи у рыбы). Могут быть фосфоресцирующими для ловли в тёмное время суток. Кроме того, корпуса воблеров могут быть двух- и трёхсоставными.
Для создания дополнительных эффектов, привлекающих рыбу, внутри корпуса могут размещаться погремушки, звучащие на разных частотах, шарики из различного материала (стекло, металл, пластмасса).

### Лопасть (язык)
Лопасть (иначе язык) — основной рабочий орган воблера. Заставляет приманку колебаться и заглубляться на заданную глубину. Крепится в передней части приманки. Лопасть может быть частью пластмассового корпуса или может быть внедрённой в корпус приманки. Изготавливаются из пластмасс или из металла. Первые лопасти на воблерах Рапалы были изготовлены из жести, но вскоре выяснилось, что неестественный вид лопасти часто настораживает рыбу, поэтому производители перешли на малозаметные лопасти, изготовленные из прозрачного оргстекла. Металлические (часто дюралевые или титановые) лопатки в основном ставятся на мощные модели воблеров, где требуется прочность для экстремальных нагрузок.
Может содержать регулировки степени заглубления и «игры» воблера. Лопасть имеет четыре главных параметра: наклон, длину, площадь и конфигурацию.
В общем случае чем длиннее лопасть, тем больше рабочая глубина воблера. Однако при этом значительно возрастают боковые возмущающие силы. При недостаточной стабильности приманка отклоняется в сторону, вплоть до выхода на поверхность. Чтобы уравновесить такой воблер, сохранить стабильность игры и заглубляющую способность, петлю для лески перемещают примерно в середину лопасти.
Площадь лопасти определяет интенсивность «игры» приманки. Наибольший раскачивающий эффект достигается, когда лопасть перпендикулярна направлению движения. С уменьшением угла возмущающее воздействие набегающей воды уменьшается, и интенсивность игры снижается. В общем случае на «игру» работает проекция площади лопатки, перпендикулярная набегающему потоку.
Немаловажное значение для тонкостей поведения воблера имеет конфигурация лопасти. Для лучшего взаимодействия с набегающим потоком воды передняя поверхность лопасти делается обычно слегка вогнутой либо с небольшим углублением. Чем шире лопасть, тем интенсивнее игра воблера. Но при этом приманка может «заваливаться» и сбиваться с игры. Для увеличения стабильности игры на широких и почти перпендикулярных лопастях иногда делают специальный загиб.
Существуют так же модели воблеров без заглубляющих лопаток. На японских моделях безлопастных воблеров обычно встречается наименование «безлопастный крэнк» (англ. Lipless crankbaits).

### Крючок
Как правило, воблеры оснащаются трёхподдевными крючками, тройниками. Количество крючков — от одного до трёх на крупных моделях. Очень редкие модели воблеров могут содержать четыре тройника. Важной характеристикой, влияющей на плавучесть воблера, является совокупный вес крючков. При изменении веса крючков плавающий воблер может стать тонущим и наоборот. Некоторые воблеры у разных производителей снабжаются и двухподдевными крючками или даже одинарными крючками, в том числе одинарными крючками без бородок. Одинарные крючки без бородок чаще всего устанавливаются на миниатюрные воблеры, предназначенные для ловли нежной рыбы по принципу «поймал — отпусти» («catch-and-release»).
Крючки на приманке могут быть декорированы опушкой из перьев, пуха или синтетических материалов.

### Крепление
Проволочная петелька (ушко) для крепления приманки к леске может располагаться как в носовой части приманки, так и на лопатке. Место крепления лески влияет как на устойчивость приманки в целом, так и на глубину проводки. Некоторые модели воблеров имеют несколько мест крепления лески для различных условий ловли.
Необходимо помнить, что карабины и вертлюжки, применяемые для присоединения лески или поводка, нарушают балансировку и влияют на игру воблера. Влияние тем больше, чем меньше масса воблера по отношению к массе карабина.

### Огрузка воблера
В качестве огрузки воблера могут выступать вольфрамовые шарики. Огрузка создает правильное положение воблера в воде, обеспечивает заданную плавучесть, дополняет игру воблера и придает ему звуковые эффекты в виде шума.

### Магнитная система для увеличения дальности заброса
Данная технология называется mag drive, magnet, mag system и выглядит как скользящий канал, внутри которого перемещается груз. В спокойном состоянии грузик удерживается в средней части корпуса за счет притяжения магнита. Во время заброса груз отрывается от магнита и скользит по каналу в хвостовую часть приманки, смещая центр тяжести, что увеличивает дальность и точность полёта за счет меньшего паразитного вращения и движения приманки заостренным хвостом вперед. После приводнения груз сползает в центр воблера и удерживается магнитом, не нарушая фирменную игру приманки.

## Узлы
Некоторые производители воблеров рекомендуют определённые узлы для привязывания приманок к леске (поводку).
Наиболее известные из них:
- Узел Рапала — рекомендован производителем приманок «Rapala»
- Двойная петля — рекомендован производителем приманок «Rapala»
- Улучшенный клинч — рекомендован производителем флюорокарбоновой лески «Куреха» (Seaguar)
- Паломар — универсальный узел